# John Forest
John Forest (Oxford, 1471 – Londra, 22 maggio 1538) è stato un francescano inglese, venerato come martire e beato dalla Chiesa Cattolica.

## Biografia
Nato presumibilmente a Oxford intorno al 1471, nel 1591 si unì ai Francescani della Stretta Osservanza a Greenwich. Successivamente studiò teologia all'Università di Oxford e divenne cappellano e confessore di Caterina d'Aragona. Dal 1531 le tensioni politiche e religiose tra la corona inglese e la Santa Sede portarono ad  un inasprimento dell'opinione pubblica sui frati minori, mentre Enrico VIII procedeva con le azioni che avrebbero portato al divorzio da Caterina e allo scisma anglicano. Nel novembre 1532 John Forest predicò dal pulpito di St Paul's Cross contro i tentativi del re di ottenere il divorzio, sancendo così definitivamente le ostilità con il monarca. Nel 1533 fu imprigionato nella prigione di Newgate e condannato a morte. L'anno successivo il re soppresse l'ordine dei Francescani della Stretta Osservanza e nel 1538 Forest fu rilasciato di prigione e confinato in un convento di Francescani conventuali a Smithfield, senza che la condanna a morte fosse revocata.
Durante la prigionia a Newgate Forest abbandonò temporaneamente le proprie posizioni contro il divorzio, ma, incoraggiato dai confratelli, non abiurò le sue convinzioni religiose. La prigionia a Smithfield non fu rigida e gli fu permesso di recitare la messa e di somministrare il sacramento della riconciliazione. In questi anni mantenne anche una corrispondenza epistolare con Caterina d'Aragona e scrisse il trattato De auctoritate Ecclesiae et Pontificis maximi, difendendo il primato papale e l'indipendenza della Chiesa dal controllo dello stato. Insieme al suo rifiuto di sottoscrivere il giuramento di Supremazia, fu proprio il trattato a costargli la vita.
Durante un processo presieduto dagli arcivescovi Thomas Cranmer and Hugh Latimer, Forest fu condannato a morte per alto tradimento ed eresia. Fu bruciato vivo a Smithfield il 22 maggio 1538, mentre era sospeso con delle catene sopra un grande fuoco, forse alimentato anche con la statua di San Derfel. È l'unico martire cattolico ad essere stato bruciato vivo durante la Riforma anglicana.

## Culto
John Forest fu beatificato da Leone XIII il 29 dicembre 1886 insieme agli altri cinquantatré martiri britannici.